# Artur Pătraș
Artur Pătraș (Chișinău, 1º ottobre 1988) è un calciatore moldavo, centrocampista dell'Iskra Rîbnița.

## Palmarès

### Club

#### Competizioni nazionali
- Campionato moldavo: 2

Milsami Orhei: 2014-2015
Sheriff Tiraspol: 2015-2016